# Shiwanzhen
Shiwanzhen (kinesiska: 石湾镇) är ett stadsdelsdistrikt (jiedao) i sydöstra Kina. Det ligger i stadsdistriktet Chancheng i staden Foshan i provinsen Guangdong, omkring 20 kilometer sydväst om provinshuvudstaden Guangzhou. Antalet invånare är 38 605. Befolkningen består av 18 553 kvinnor och 20 052 män. Barn under 15 år utgör 31 %, vuxna 15-64 år 59 %, och äldre över 65 år 9,0 %.